# Tête d'un homme guillotiné
Tête d'un homme guillotiné est un tableau réalisé par le peintre français Théodore Géricault en 1818-1819. D'un format presque carré, cette huile sur panneau représente la tête d'un homme après sa décapitation à la guillotine. Elle y figure devant un fond noir, posée sur une nappe blanche à l'angle d'une table en bois. Achetée en 1992, l'œuvre est conservée à l'Art Institute of Chicago, à Chicago, dans l'Illinois, aux États-Unis.

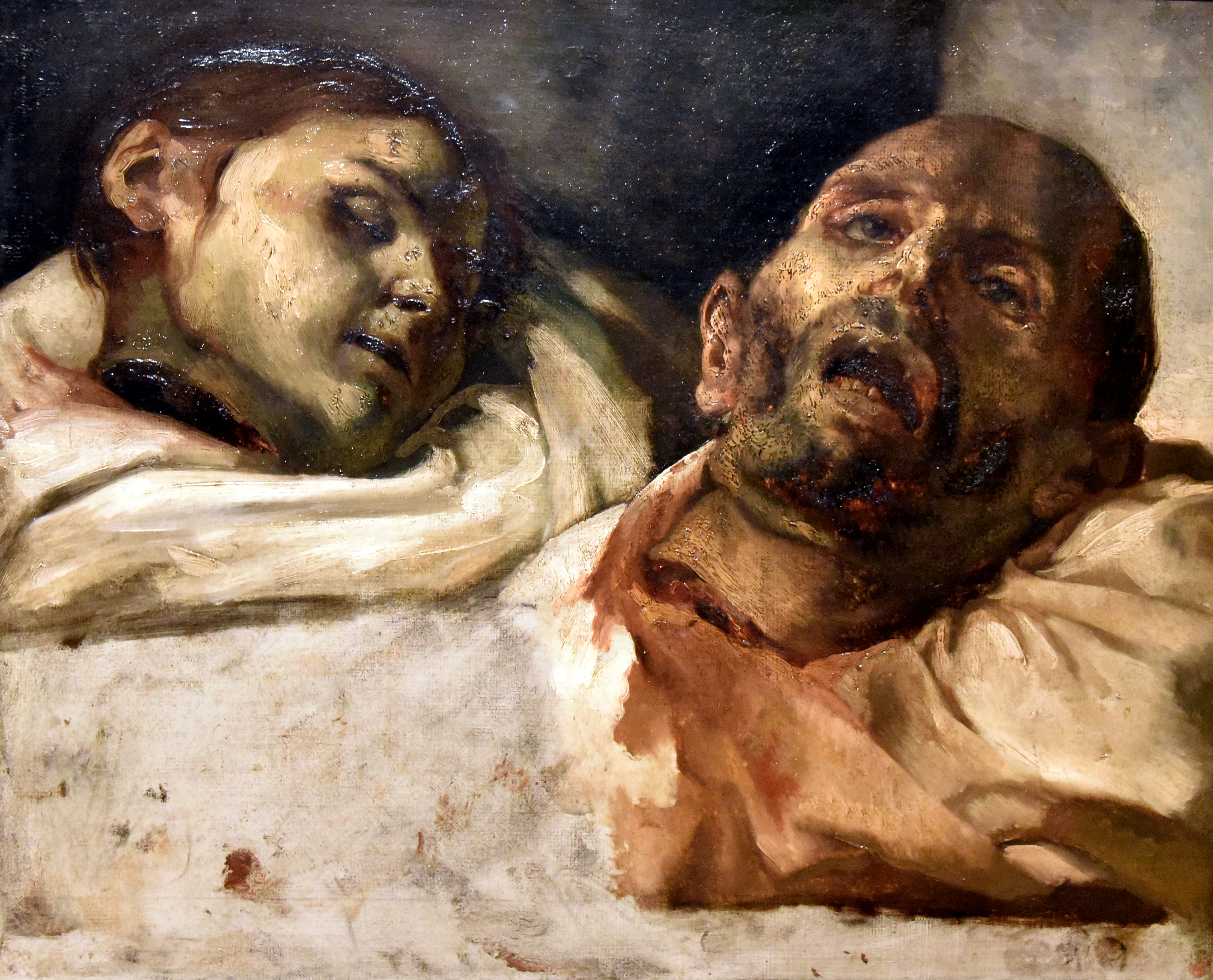
Têtes de suppliciés, vers 1818 – Nationalmuseum, Stockholm.